# Odnożyca opylona

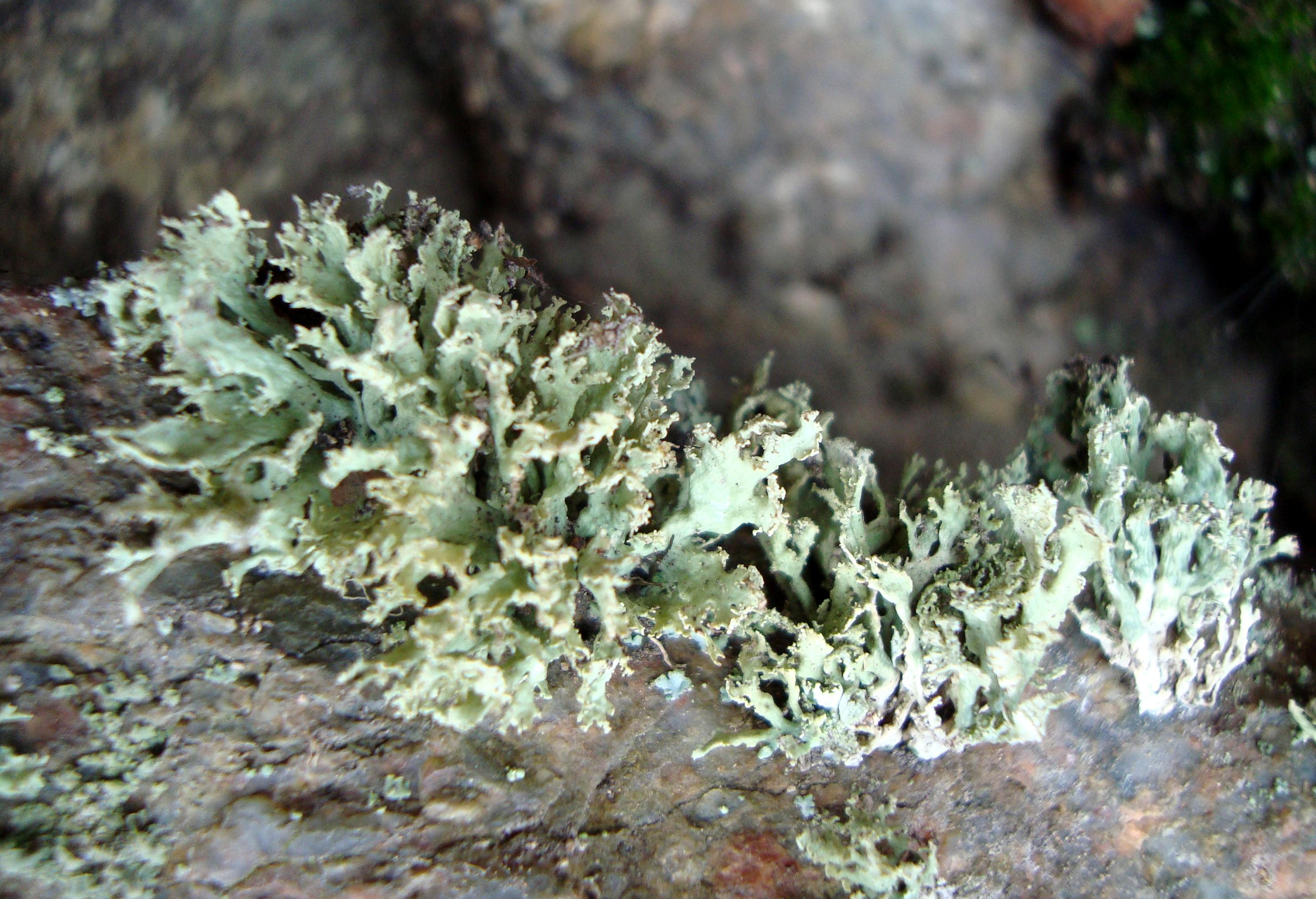

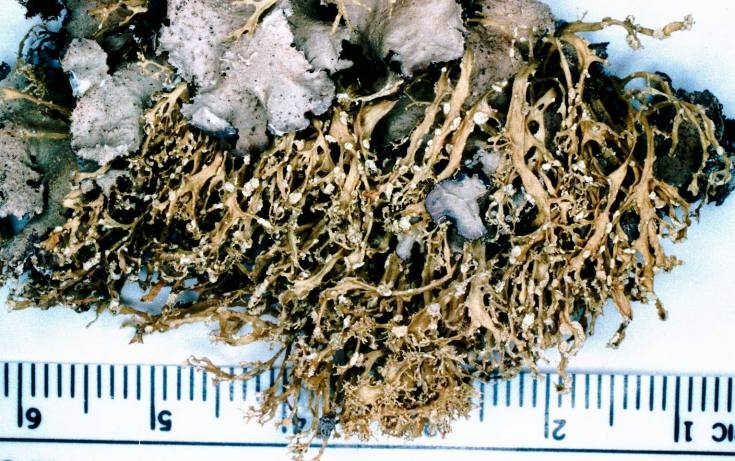

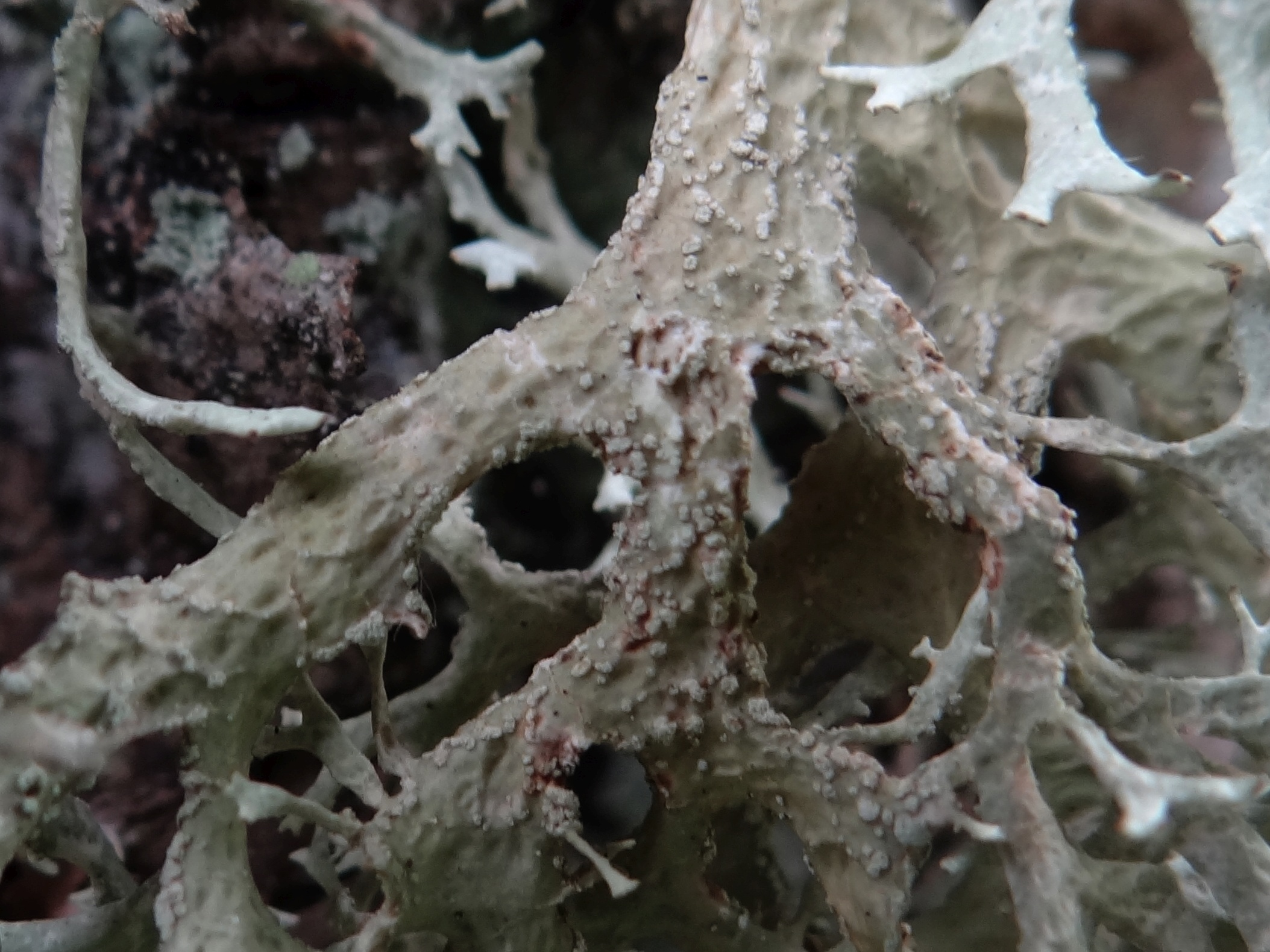
Soralia na brzegach i płaskich powierzchniach odcinków

Odnożyca opylona (Ramalina pollinaria (Westr.) Ach.) – gatunek grzybów należący do rodziny odnożycowatych Ramalinaceae. Ze względu na współżycie z glonami zaliczany jest do porostów. Gatunek szeroko rozpowszechniony na świecie, także w Polsce, choć tu uznawany za zagrożony i poddany ochronie częściowej. Jeden z bardziej zmiennych gatunków porostów.

## Systematyka i nazewnictwo
Pozycja w klasyfikacji według Index Fungorum: Ramalina, Ramalinaceae, Lecanorales, Lecanoromycetidae, Lecanoromycetes, Pezizomycotina, Ascomycota, Fungi.
Po raz pierwszy takson ten zdiagnozował w 1755 r. J.P. Westring nadając mu nazwę Lichen pollinarius. Obecną, uznaną przez Index Fungorum nazwę nadał mu w 1810 r. Erik Acharius, przenosząc go do rodzaju Ramalina. 
Synonimy:
- Lichen pollinarius Westr. 1755
- Lichen squarrosus * humilis (Ach.) Lam. 1813
- Parmelia pollinaria (Westr.) Ach. 1803
- Ramalina humilis (Ach.) Röhl. 1813
- Ramalina pollinaria var. humilis Ach. 1810
- Ramalina squarrosa f. humilis (Ach.) Oxner 1937

Nazwa polska według Krytycznej listy porostów i grzybów naporostowych Polski, jest utrwalona i stosowana też wcześniej. 

## Charakterystyka
Plecha krzaczkowata, albo listkowato krzaczkowata, sztywna, zwisająca, czasami wznosząca się lub pokładająca. Ma długość zazwyczaj do 8 cm. Przyrasta do podłoża cienką i jasną nasadą. Powierzchnia matowa lub lekko błyszcząca, barwa białozielonawa, szarozielonawa lub słomkowożółta. Rozgałęzia się dość słabo, widełkowato. Jej odcinki  mają długość 0,5-5(8) cm, szerokość 0,5-7 mm, są spłaszczone i dość grube, na końcach zazwyczaj poszerzone, tępe, wcinane lub ząbkowane. Powierzchnia na obydwu stronach plechy jednakowa, pofałdowana lub niemal gładka.
Prawie zawsze na plesze występują soralia. Znajdują się na płaskich miejscach odcinków, oraz na ich brzegach i końcach. Początkowo mają postać kropeczek, później coraz większych płatów. Owocniki natomiast pojawiają się bardzo rzadko. Są to apotecja lekanorowe o średnicy 2-6 mm. Wyrastają na brzegach lub końcach odcinków. Ich jaśniejsze od plechy tarczki początkowo są wklęsłe,później nieco wypukłe. Brzeżek jest gładki lub pomarszczony. W każdym worku powstaje po 8 dwukomórkowych askospor. Są bezbarwne, proste lub nieco zagięte, mają kształt elipsoidalny lub wrzecionowaty i rozmiary 10–15 × 4–6 μm. Pyknidiów nie zaobserwowano.
Reakcje barwne:  Kora K-, C-, KC + żółty, P-; rdzeń K-, C-, KC-, P-. Kwasy porostowe: w korze kwas usninowy, w rdzeniu kwas ewerninowy i obtusatowy.

## Zmienność
Gatunek należy do najbardziej zmiennych porostów, spośród występujących w Polsce. W obrębie gatunku wyróżnia się liczne odmiany:
- var. pollinaria (synonim: var. elatior Ach.) – plecha smukła, o długości 4–8 cm, z odcinkami o szerokości 1–2 mm, na końcach zwężonymi. Soralia wyraźnie odgraniczone i nie zlewające się ze sobą;
- var. humilis Ach. – plecha niewielka, do 2 cm długości, złożona z niewielu odcinków szeroko rozgałęzionych i nieco zniekształconych, o szerokości od 1 do 3 mm;
- var. multipartita Hepp. – plecha o długości 4–7 cm długości, szeroko rozgałęziona i gęsto widełkowato rozgałęziona z odcinkami o szerokości 3–5 mm;
- var. subclacerella Räs. – plecha do 2,5 cm długości, delikatna, z odcinkami do 1 mm szerokości;
- var. scobicina Mot. – plecha od 5 do 7 cm długości, obficie rozgałęziona, stąd o pokroju kulistym. Odcinki szerokie do 7 mm, z łuskowatymi wyrostkami na łatkach;
- var. marginata Mot. – plecha 4–8 cm długości, skąpo rozgałęziona, dość miękka. Odcinki 2–4 mm szerokości, płaskie;
- var. minor Arnold. – plechy poduszeczkowate, o długości do 1 cm i szerokości 1–2 cm, z bardzo gęstymi odcinkami.

## Występowanie i siedlisko
Odnożyca opylona jest szeroko rozprzestrzeniona na całej kuli ziemskiej. Poza Antarktydą występuje na wszystkich kontynentach, a także na wielu wyspach. Granica jej północnego zasięgu geograficznego biegnie przez Alaskę, Półwysep Skandynawski (69 stopień szerokości geograficznej) i Krasnojarsk w Rosji. Najwięcej stanowisk podano w Ameryce Północnej i Europie, w Ameryce Południowej znana jest tylko z jednego stanowiska w Chile. W Polsce opisano jej występowanie na obszarze całego kraju na licznych stanowiskach, w górach występuje po regiel dolny. Jednak znajduje się na Czerwonej liście roślin i grzybów Polski; ma status VU – gatunek w sytuacji wysokiego ryzyka wymarcia w stanie dzikim. W Polsce podlega ochronie częściowej.
Rośnie najczęściej na samotnych drzewach lub w parkach, czasami także w świetlistych lasach, głównie na drzewach liściastych, rzadziej iglastych. Rozwija się na korze, rzadko na martwym drewnie lub na skałach krzemianowych. Nie jest związana z określonym gatunkiem drzewa, opisano jej występowanie na wielu różnych taksonach. Często rośnie w towarzystwie odnożycy kępkowej Ramalina fastigiata i jesionowej R. fraxinea.

## Gatunki podobne
Bardzo podobna jest odnożyca mączysta (Ramalina farinacea). Odróżnia się m.in. soraliami – mają one regularny okrągławy lub elipsoidalny kształt i wyrastają wyłącznie na brzegach odcinków. Odcinki plechy nie są tak wcinane ani ząbkowane. Podobna jest również odnożyca tępa (Ramalina obtusata) i odnożyca bałtycka (Ramalina baltica). Obydwa te gatunki mają podobne soralia i także wytwarzają kwas ewerninowy i obtusatowy. O. tępa jednak odróżnia się wydrążonymi odcinkami, a o. bałtycka, korzeniowata i matowa plechą.